# Szczecin Dąbie Osiedle
Szczecin Dąbie Osiedle – nieczynny przystanek kolejowy w Dąbiu, osiedlu Szczecina, w województwie zachodniopomorskim. Przystanek został otwarty w 1979 roku, a przestał pełnić swoją funkcję w 2004. Najbliższy przystanek ZDiTM to „Dąbie Osiedle”.

## Ruch pasażerski
| Rok  | Wymiana pasażerska na dobę |
| ---- | -------------------------- |
| 2017 | –                          |
| 2022 | 0-9                        |